# Primer ministro de Israel
El primer ministro de Israel (en hebreo: ראש הממשלה‎ Rosh HaMemshalá, lit. Jefe del Gobierno; en árabe: رئيس الحكومة‎ Ra'īs al-Ḥukūma) es el jefe de Gobierno del Estado de Israel.

## Descripción
Israel es una república parlamentaria, por lo que cuenta tanto con un jefe de Estado —el presidente de Israel—, que ostenta poderes en gran parte ceremoniales (salvo algunos), como con un jefe de Gobierno, el primer ministro, quien sostiene el poder ejecutivo. La residencia oficial del primer ministro, Beit Aghion, está en Jerusalén.
Después de una elección, el presidente nomina a un miembro de la Knesset para convertirse en primer ministro después de preguntar a los líderes del partido a quién apoyan para el puesto. El nominado tiene 42 días para formar una coalición viable. Luego presenta una plataforma de gobierno y debe recibir un voto de confianza de la Knesset para convertirse en el primer ministro. El voto de confianza de la Knesset se recibe obteniendo la mayoría relativa en la asamblea.

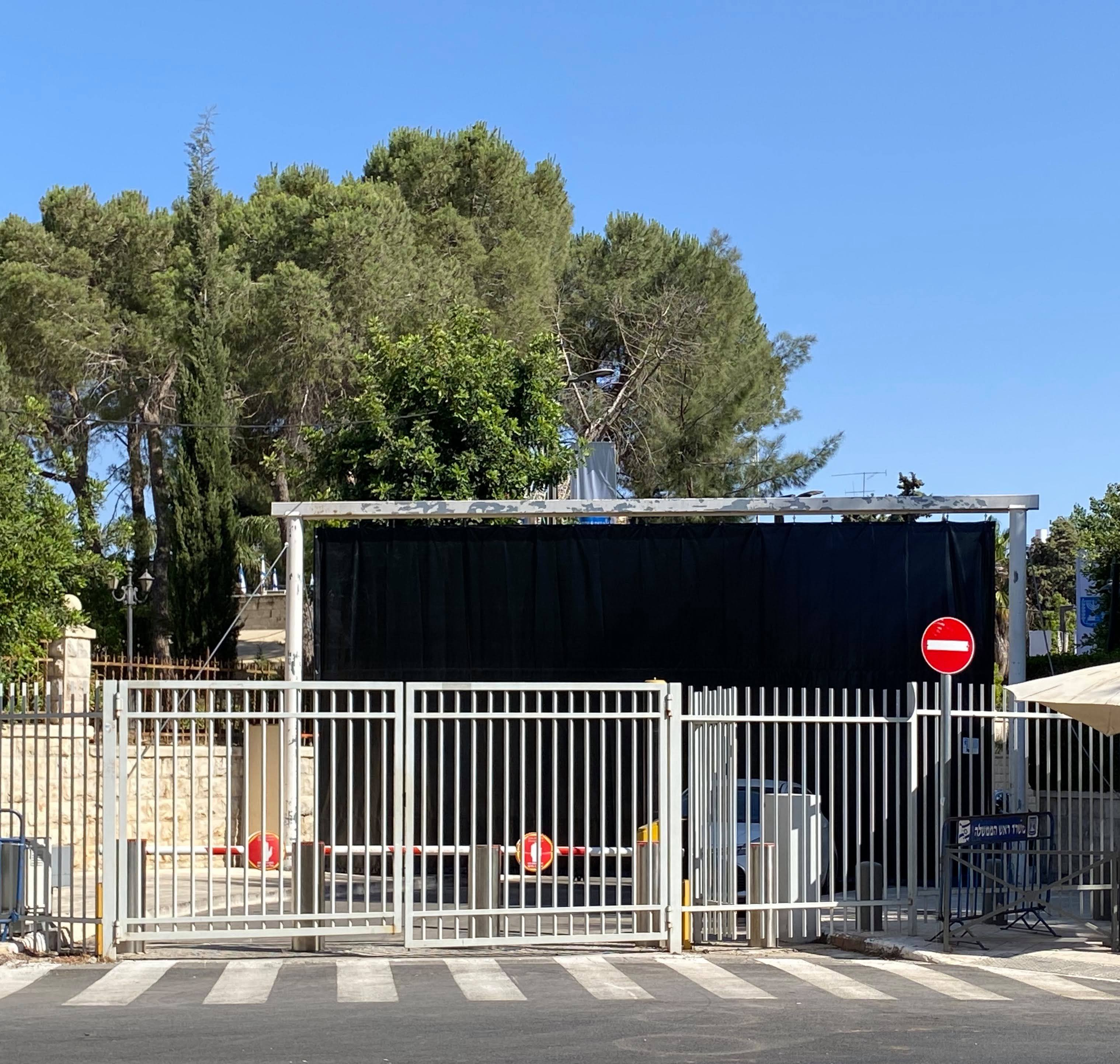
Cortina negra que oculta el ingreso a la residencia del primer ministro de Israel

En la práctica, el primer ministro suele ser el líder del partido más grande de la coalición gobernante. Las elecciones para la Knesset se hacen cada 4 años, por lo que ese es el mandato máximo de un primer ministro sin una elección que lo reelija. Sin embargo, pocos gobiernos israelíes han logrado completar los cuatro años de legislatura que deberían cumplir.
Entre 1996 y 2001, el primer ministro fue elegido directamente, por separado de la Knesset.
A diferencia de la mayoría de los primeros ministros de las repúblicas parlamentarias, el primer ministro es director ejecutivo tanto de iure como de facto. Esto se debe a que las Leyes fundamentales de Israel confieren explícitamente el poder ejecutivo al gobierno, del cual el primer ministro es el líder.
El actual primer ministro es Benjamin Netanyahu, siendo el presidente más longevo en el cargo y con más gobiernos formados. El primero en ostentar el cargo fue David Ben-Gurión, líder del Mapai, partido de centro-izquierda antecesor del actual HaAvodá. La única mujer en liderar el gobierno israelí fue la laborista Golda Meir.

## Lista de primeros ministros de Israel
| N.º                  | Retrato                      | Nombre                                     | Partido político (Coalición electoral) | Término en el cargo      | Término en el cargo      | Elección (Knesset)       | Elección (Knesset)       | Gobierno | Gobierno |
| N.º                  | Retrato                      | Nombre                                     | Partido político (Coalición electoral) | Término en el cargo      | Término en el cargo      | Elección (Knesset)       | Elección (Knesset)       | N.º | Composición |
| -------------------- | ---------------------------- | ------------------------------------------ | -------------------------------------- | ------------------------ | ------------------------ | ------------------------ | ------------------------ | --- | --- |
| 1                    |                              | David Ben-Gurión דָּוִד בֶּן-גּוּרִיּוֹן (1886-1973) | Mapai                                  | 14 de mayo de 1948       | 10 de marzo de 1949      | —                        | —                        | Provisional | Mapai • Mapam • Hapoel HaMizrachi • Nueva Aliá • S&O • Mizrachi • Sionistas Generales • Agudat Yisrael |
| 1                    | 10 de marzo de 1949          | David Ben-Gurión דָּוִד בֶּן-גּוּרִיּוֹן (1886-1973) | Mapai                                  | 1 de noviembre de 1950   | 1949 (1°)                | 1949 (1°)                | 1.º                      | Mapai • Frente Religioso Unido • Progresista • S&O • Lista Democrática de Nazareth                                                                                 | |
| 1                    | 1 de noviembre de 1950       | David Ben-Gurión דָּוִד בֶּן-גּוּרִיּוֹן (1886-1973) | Mapai                                  | 8 de octubre de 1951     | 1949 (1°)                | 1949 (1°)                | 2.º                      | Mapai • Frente Religioso Unido • Progresista • S&O • Lista Democrática de Nazareth                                                                                 | |
| 1                    | 8 de octubre de 1951         | David Ben-Gurión דָּוִד בֶּן-גּוּרִיּוֹן (1886-1973) | Mapai                                  | 24 de diciembre de 1952  | 1951 (2°)                | 1951 (2°)                | 3.º                      | Mapai • Mizrachi • Hapoel HaMizrachi-Agudat Yisrael-Poalei Agudat Yisrael • Lista Democrática para los Árabes Israelíes • Agricultura y Desarrollo                 | |
| 1                    | 24 de diciembre de 1952      | David Ben-Gurión דָּוִד בֶּן-גּוּרִיּוֹן (1886-1973) | Mapai                                  | 26 de enero de 1954      | 1951 (2°)                | 1951 (2°)                | 4.º                      | Mapai • Sionistas Generales • Progresista • Mizrachi • Hapoel HaMizrachi • Lista Democrática para los Árabes Israelíes-Trabajo y Progreso-Agricultura y Desarrollo | |
| 2                    |                              | Moshe Sharett משֶׁה שָרֵת (1894–1965)          | Mapai                                  | 26 de enero de 1954      | 1951 (2°)                | 1951 (2°)                | 29 de junio de 1955      | Mapai • Sionistas Generales • Progresista • Mizrachi • Hapoel HaMizrachi • Lista Democrática para los Árabes Israelíes-Trabajo y Progreso-Agricultura y Desarrollo | 5.º |
| 2                    | 29 de junio de 1955          | Moshe Sharett משֶׁה שָרֵת (1894–1965)          | Mapai                                  | 3 de noviembre de 1955   | 1951 (2°)                | 1951 (2°)                | 6.°                      | Mapai • Mizrachi • Hapoel HaMizrachi• Lista Democrática para los Árabes Israelíes-Trabajo y Progreso-Agricultura y Desarrollo                                      | |
| (1)                  |                              | David Ben-Gurión דָּוִד בֶּן-גּוּרִיּוֹן (1886-1973) | Mapai                                  | 3 de noviembre de 1955   | 7 de enero de 1958       | 1955 (3°)                | 1955 (3°)                | 7.º | Mapai • Mafdal • Mapam • Ajdut HaAvodá - Poalei Tzion • Partido Progresista • Lista Democrática para los Árabes Israelíes-Trabajo y Progreso-Agricultura y Desarrollo • Progreso y Desarrollo-Cooperación y Hermandad |
| (1)                  | 7 de enero de 1958           | David Ben-Gurión דָּוִד בֶּן-גּוּרִיּוֹן (1886-1973) | Mapai                                  | 17 de diciembre de 1959  | 8.º                      | 1955 (3°)                | 1955 (3°)                | | Mapai • Mafdal • Mapam • Ajdut HaAvodá - Poalei Tzion • Partido Progresista • Lista Democrática para los Árabes Israelíes-Trabajo y Progreso-Agricultura y Desarrollo • Progreso y Desarrollo-Cooperación y Hermandad |
| (1)                  | 17 de diciembre de 1959      | David Ben-Gurión דָּוִד בֶּן-גּוּרִיּוֹן (1886-1973) | Mapai                                  | 2 de noviembre de 1961   | 1959 (4°)                | 1959 (4°)                | 9.º                      | | Mapai • Mafdal • Mapam • Ajdut HaAvodá - Poalei Tzion • Partido Progresista • Lista Democrática para los Árabes Israelíes-Trabajo y Progreso-Agricultura y Desarrollo • Progreso y Desarrollo-Cooperación y Hermandad |
| (1)                  | 2 de noviembre de 1961       | David Ben-Gurión דָּוִד בֶּן-גּוּרִיּוֹן (1886-1973) | Mapai                                  | 26 de junio de 1963      | 1961 (5°)                | 1961 (5°)                | 10.º                     | Mapai • Mafdal • Ajdut HaAvodá - Poalei Tzion • Poalei Agudat Yisrael • Progreso y Desarrollo-Cooperación y Hermandad                                              | |
| 3                    |                              | Levi Eshkol לֵוִי אֶשְׁכּוֹל (1895–1969)          | Mapai                                  | 26 de junio de 1963      | 1961 (5°)                | 1961 (5°)                | 22 de diciembre de 1964  | Mapai • Mafdal • Ajdut HaAvodá - Poalei Tzion • Poalei Agudat Yisrael • Progreso y Desarrollo-Cooperación y Hermandad                                              | 11.º |
| 3                    | 22 de diciembre de 1964      | Levi Eshkol לֵוִי אֶשְׁכּוֹל (1895–1969)          | Mapai                                  | 12 de enero de 1966      | 1961 (5°)                | 1961 (5°)                | 12.º                     | Mapai • Mafdal • Ajdut HaAvodá - Poalei Tzion • Poalei Agudat Yisrael • Progreso y Desarrollo-Cooperación y Hermandad                                              | |
| 3                    | Mapai Alineamiento Laborista | Levi Eshkol לֵוִי אֶשְׁכּוֹל (1895–1969)          | 12 de enero de 1966                    | 23 de enero de 1968      | 1965 (6°)                | 1965 (6°)                | 13.º                     | Alineamiento • Mafdal • Mapam • Liberales Independientes • Poalei Agudat Yisrael • Progreso y Desarrollo-Cooperación y Hermandad • Gahal • Rafi                    | |
|                      | HaAvodá                      | Levi Eshkol לֵוִי אֶשְׁכּוֹל (1895–1969)          | 23 de enero de 1968                    | 28 de enero de 1969      | 1965 (6°)                | 1965 (6°)                | 13.º                     | Alineamiento • Mafdal • Mapam • Liberales Independientes • Poalei Agudat Yisrael • Progreso y Desarrollo-Cooperación y Hermandad • Gahal • Rafi                    | |
| Alineamiento HaAvodá | 28 de enero de 1969          | Levi Eshkol לֵוִי אֶשְׁכּוֹל (1895–1969)          | 26 de febrero de 1969                  |                          | 1965 (6°)                | 1965 (6°)                | 13.º                     | Alineamiento • Mafdal • Mapam • Liberales Independientes • Poalei Agudat Yisrael • Progreso y Desarrollo-Cooperación y Hermandad • Gahal • Rafi                    | |
| —                    |                              | Yigal Allon יִגְאַל אַלּוֹן (1918-1980)          | HaAvodá Alineamiento                   | 26 de febrero de 1969    | 1965 (6°)                | 1965 (6°)                | 13.º                     | Alineamiento • Mafdal • Mapam • Liberales Independientes • Poalei Agudat Yisrael • Progreso y Desarrollo-Cooperación y Hermandad • Gahal • Rafi                    | 17 de marzo de 1969 |
| 4                    |                              | Golda Meir גּוֹלְדָה מֵאִיר (1898–1978)          | HaAvodá Alineamiento                   | 17 de marzo de 1969      | 1965 (6°)                | 1965 (6°)                | 15 de diciembre de 1969  | Alineamiento • Mafdal • Mapam • Liberales Independientes • Poalei Agudat Yisrael • Progreso y Desarrollo-Cooperación y Hermandad • Gahal • Rafi                    | 14.º |
| 4                    | 15 de diciembre de 1969      | Golda Meir גּוֹלְדָה מֵאִיר (1898–1978)          | HaAvodá Alineamiento                   | 10 de marzo de 1974      | 1969 (7°)                | 1969 (7°)                | 15.º                     | Alineamiento • Gahal • Mafdal • Liberales Independientes • Progreso y Desarrollo-Cooperación y Hermandad                                                           | |
| 4                    | 10 de marzo de 1974          | Golda Meir גּוֹלְדָה מֵאִיר (1898–1978)          | HaAvodá Alineamiento                   | 3 de junio de 1974       | 1973 (8°)                | 1973 (8°)                | 16.º                     | Alineamiento • Mafdal • Liberales Independientes | |
| 5                    |                              | Isaac Rabin יִצְחַק רָבִּין (1922-1995)          | HaAvodá Alineamiento                   | 3 de junio de 1974       | 1973 (8°)                | 1973 (8°)                | 22 de abril de 1977      | 17.º | Alineamiento • Liberales Independientes • Ratz • Mafdal |
| —                    |                              | Shimon Peres שִׁמְעוֹן פֶּרֶס (1923-2016)         | HaAvodá Alineamiento                   | 22 de abril de 1977      | 1973 (8°)                | 1973 (8°)                | 20 de junio de 1977      | 17.º | Alineamiento • Liberales Independientes • Ratz • Mafdal |
| 6                    |                              | Menájem Beguin מְנַחֵם בֵּגִין (1913-1992)       | Herut Likud                            | 20 de junio de 1977      | 5 de agosto de 1981      | 1977 (9°)                | 1977 (9°)                | 18.º | Likud • Mafdal • Agudat Yisrael • Dash |
| 6                    | 5 de agosto de 1981          | Menájem Beguin מְנַחֵם בֵּגִין (1913-1992)       | Herut Likud                            | 10 de octubre de 1983    | 1981 (10°)               | 1981 (10°)               | 19.º                     | Likud • Mafdal • Agudat Yisrael • Tami • Telem-Movimiento de Renovación del Sionismo Socialista • Tehiya                                                           | |
| 7                    |                              | Yitzhak Shamir יִצְחָק שָׁמִיר (1915-2012)       | Herut Likud                            | 10 de octubre de 1983    | 1981 (10°)               | 1981 (10°)               | 13 de septiembre de 1984 | Likud • Mafdal • Agudat Yisrael • Tami • Telem-Movimiento de Renovación del Sionismo Socialista • Tehiya                                                           | 20.º |
| 8                    |                              | Shimon Peres שִׁמְעוֹן פֶּרֶס (1923-2016)         | HaAvodá Alineamiento                   | 13 de septiembre de 1984 | 20 de octubre de 1986    | 1984 (11°)               | 1984 (11°)               | 21.º | Alineamiento • Likud • Mafdal • Agudat Yisrael • Shas • Morasha • Shinui • Ometz |
| (7)                  |                              | Yitzhak Shamir יִצְחָק שָׁמִיר (1915-2012)       | Herut Likud                            | 20 de octubre de 1986    | 22 de diciembre de 1988  | 1984 (11°)               | 1984 (11°)               | 22° | Alineamiento • Likud • Mafdal • Agudat Yisrael • Shas • Morasha • Shinui • Ometz |
| (7)                  | Likud                        | Yitzhak Shamir יִצְחָק שָׁמִיר (1915-2012)       | 22 de diciembre de 1988                | 11 de junio de 1990      | 1988 (12°)               | 1988 (12°)               | 23.º                     | Likud • Alineamiento • Mafdal • Shas • Agudat Yisrael • Degel HaTorah                                                                                              | |
| (7)                  | Likud                        | Yitzhak Shamir יִצְחָק שָׁמִיר (1915-2012)       | 11 de junio de 1990                    | 13 de julio de 1992      | 1988 (12°)               | 1988 (12°)               | 24.º                     | Likud • Mafdal • Shas • Agudat Yisrael • Degel HaTorah • Nuevo Partido Liberal • Tehiya • Tzomet • Moledet • Unidad por la Paz y la Integración • Geula            | |
| (5)                  |                              | Isaac Rabin יִצְחַק רָבִּין (1922-1995)          | HaAvodá                                | 13 de julio de 1992      | 4 de noviembre de 1995   | 1992 (13°)               | 1992 (13°)               | 25.º | HaAvodá • Meretz • Shas • Yiud |
| —                    |                              | Shimon Peres שִׁמְעוֹן פֶּרֶס (1923-2016)         | HaAvodá                                | 4 de noviembre de 1995   | 22 de noviembre de 1995  | 1992 (13°)               | 1992 (13°)               | 26.º | HaAvodá • Meretz • Shas • Yiud |
| (8)                  | 22 de noviembre de 1995      | Shimon Peres שִׁמְעוֹן פֶּרֶס (1923-2016)         | HaAvodá                                | 18 de junio de 1996      |                          | 1992 (13°)               | 1992 (13°)               | 26.º | HaAvodá • Meretz • Shas • Yiud |
| 9                    |                              | Benjamín Netanyahu בִּנְיָמִין נְתָנְיַהוּ (1949-)   | Likud                                  | 18 de junio de 1996      | 6 de julio de 1999       | 1996 (14°)               | 1996 (14°)               | 27.º | Likud-Gesher-Tzomet • Shas • Mafdal • Yisrael BaAliyah • Yahadut HaTorah • Tercera Vía |
| 10                   |                              | Ehud Barak אֵהוּד בָּרָק (1942-)                | Un Israel HaAvodá                      | 6 de julio de 1999       | 7 de marzo de 2001       | 1999                     | (15°)                    | 28.º | Un Israel • Shas • Meretz • Yisrael BaAliyah • Partido de Centro • Mafdal • Yahadut HaTorah |
| 11                   |                              | Ariel Sharon אֲרִיאֵל שָׁרוֹן (1928-2014)        | Likud                                  | 7 de marzo de 2001       | 28 de febrero de 2003    | 2001                     | (15°)                    | 29.º | Likud • HaAvodá-Meimad • Shas • Partido de Centro • Mafdal • Yahadut HaTorah • Yisrael BaAliyah • Unión Nacional-Yisrael Beitenu • Nueva Vía • Gesher                                                                 |
| 11                   | 28 de febrero de 2003        | Ariel Sharon אֲרִיאֵל שָׁרוֹן (1928-2014)        | Likud                                  | 21 de noviembre de 2005  | 2003 (16°)               | 2003 (16°)               | 30.º                     | Likud • Shinui • Unión Nacional • Mafdal • HaAvodá-Meimad • Agudat Yisrael                                                                                         | |
|                      | Kadima                       | Ariel Sharon אֲרִיאֵל שָׁרוֹן (1928-2014)        | 21 de noviembre de 2005                | 14 de abril de 2006      | 2003 (16°)               | 2003 (16°)               | 30.º                     | Kadima • Likud • Agudat Yisrael | |
| —                    |                              | Ehud Olmert אֵהוּד אוֹלְמֵרְט (1945-)            | Kadima                                 | 4 de enero de 2006       | 2003 (16°)               | 2003 (16°)               | 30.º                     | Kadima • Likud • Agudat Yisrael | 14 de abril de 2006 |
| 12                   | 14 de abril de 2006          | Ehud Olmert אֵהוּד אוֹלְמֵרְט (1945-)            | Kadima                                 | 4 de mayo de 2006        | 2003 (16°)               | 2003 (16°)               | 30.º                     | Kadima • Likud • Agudat Yisrael | |
| 12                   | 4 de mayo de 2006            | Ehud Olmert אֵהוּד אוֹלְמֵרְט (1945-)            | Kadima                                 | 31 de marzo de 2009      | 2006 (17°)               | 2006 (17°)               | 31.º                     | Kadima • HaAvodá • Shas • Gil • Yisrael Beitenu | |
| (9)                  |                              | Benjamín Netanyahu בִּנְיָמִין נְתָנְיַהוּ (1949-)   | Likud                                  | 31 de marzo de 2009      | 18 de marzo de 2013      | 2009 (18°)               | 2009 (18°)               | 32.º | Likud • Yisrael Beitenu • Shas • HaAvodá/(Independiente) • HaBayit HaYehudi • Yahadut HaTorah |
| (9)                  | 18 de marzo de 2013          | Benjamín Netanyahu בִּנְיָמִין נְתָנְיַהוּ (1949-)   | Likud                                  | 6 de mayo de 2015        | 2013 (19°)               | 2013 (19°)               | 33.º                     | Likud • Yesh Atid • HaBayit HaYehudi • Yisrael Beitenu • Hatnuah                                                                                                   | |
| (9)                  | 6 de mayo de 2015            | Benjamín Netanyahu בִּנְיָמִין נְתָנְיַהוּ (1949-)   | Likud                                  | 9 de abril de 2019       | 2015 (20°)               | 2015 (20°)               | 34.º                     | Likud • HaBayit HaYehudi • Shas • Yahadut HaTorah • Yisrael Beitenu (hasta el 18 de noviembre de 2018)                                                             | |
| —                    | 9 de abril de 2019           | Benjamín Netanyahu בִּנְיָמִין נְתָנְיַהוּ (1949-)   | Likud                                  | 17 de septiembre de 2019 | Abril de 2019 (21°)      | Abril de 2019 (21°)      | 34.º                     | Likud • HaBayit HaYehudi • Shas • Yahadut HaTorah • Yisrael Beitenu (hasta el 18 de noviembre de 2018)                                                             | |
| —                    | 17 de septiembre de 2019     | Benjamín Netanyahu בִּנְיָמִין נְתָנְיַהוּ (1949-)   | Likud                                  | 17 de mayo de 2020       | Septiembre de 2019 (22°) | Septiembre de 2019 (22°) | 34.º                     | Likud • HaBayit HaYehudi • Shas • Yahadut HaTorah • Yisrael Beitenu (hasta el 18 de noviembre de 2018)                                                             | |
| (9)                  | 17 de mayo de 2020           | Benjamín Netanyahu בִּנְיָמִין נְתָנְיַהוּ (1949-)   | Likud                                  | 13 de junio de 2021      | 2020 (23°)               | 2020 (23°)               | 35.º                     | Likud • Kajol Lavan • Shas • Yahadut HaTorah • HaAvodá/(Independiente) • Derekh Eretz • Gesher • HaBayit HaYehudi                                                  | |
| 13                   |                              | Naftali Bennett נַפְתָּלִי בֶּנֶט (1972-)          | Yamina                                 | 13 de junio de 2021      | 1 de julio de 2022       | 2021 (24°)               | 2021 (24°)               | 36.º | Yesh Atid • Kajol Lavan • Yamina • HaAvodá • Yisrael Beitenu • Tikva Jadashá • Meretz • Ra'am |
| 14                   |                              | Yair Lapid יאיר לפיד (1963-)               | Yesh Atid                              | 1 de julio de 2022       | 29 de diciembre de 2022  | 2021 (24°)               | 2021 (24°)               | 36.º | Yesh Atid • Kajol Lavan • Yamina • HaAvodá • Yisrael Beitenu • Tikva Jadashá • Meretz • Ra'am |
| (9)                  |                              | Benjamín Netanyahu בִּנְיָמִין נְתָנְיַהוּ (1949-)   | Likud                                  | 29 de diciembre de 2022  | En el cargo              | 2022 (25°)               | 2022 (25°)               | 37.º | Likud • Shas • Yahadut HaTorah • Partido Sionista Religioso • Otzma Yehudit • Noam |

## Ex primer ministros vivos
Actualmente hay un total de cuatro ex primer ministros de Israel vivos. El ex primer ministro más reciente en morir fue Shimon Peres (1977, 1984-1986, 1995-1996), el 28 de septiembre de 2016 a los 93 años. Los ex primer ministros vivos, en orden de servicio, son:

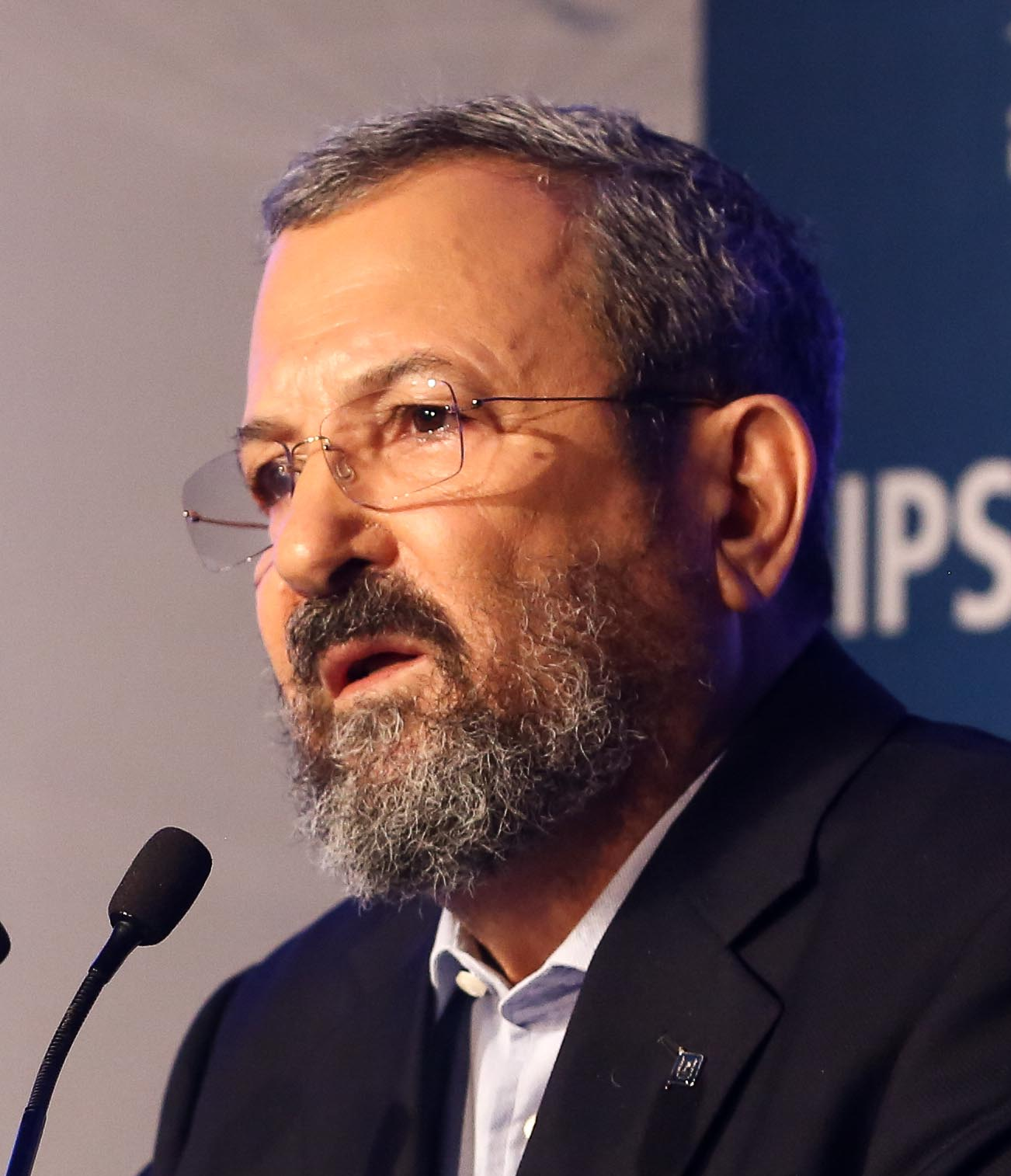
Ehud Barak (1999-2001) N. 12 de febrero de 1942
83 años
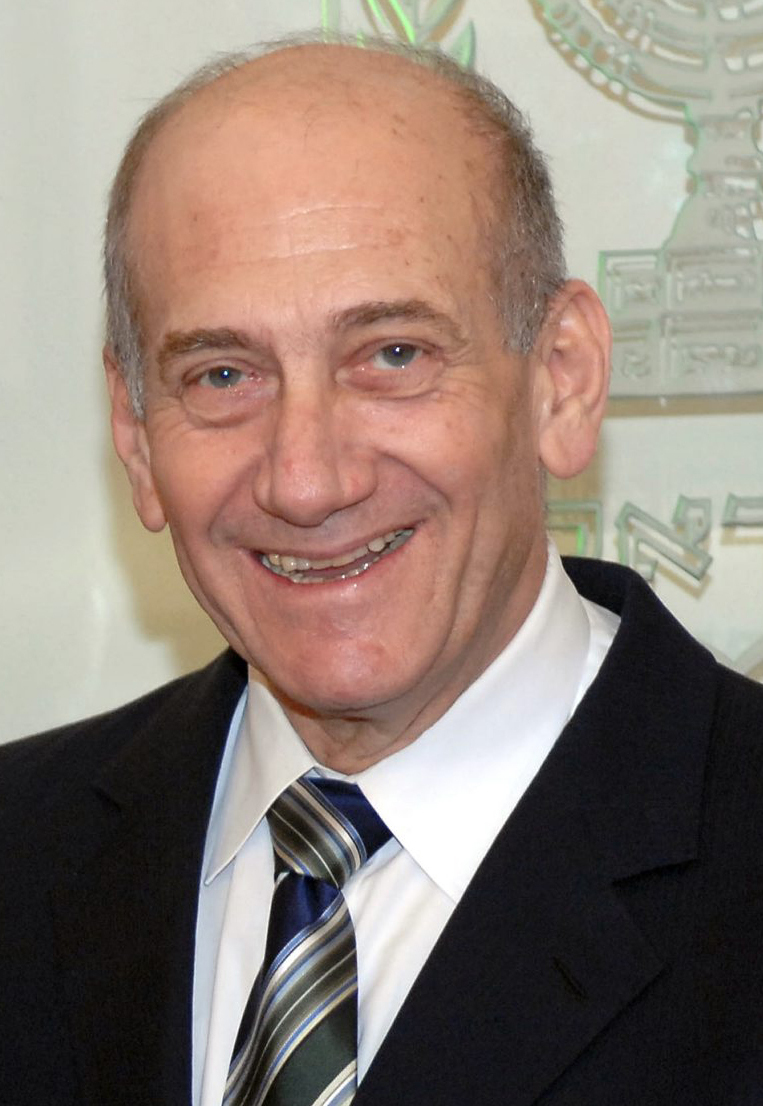
Ehud Ólmert (2006-2009) N. 30 de septiembre de 1945
79 años
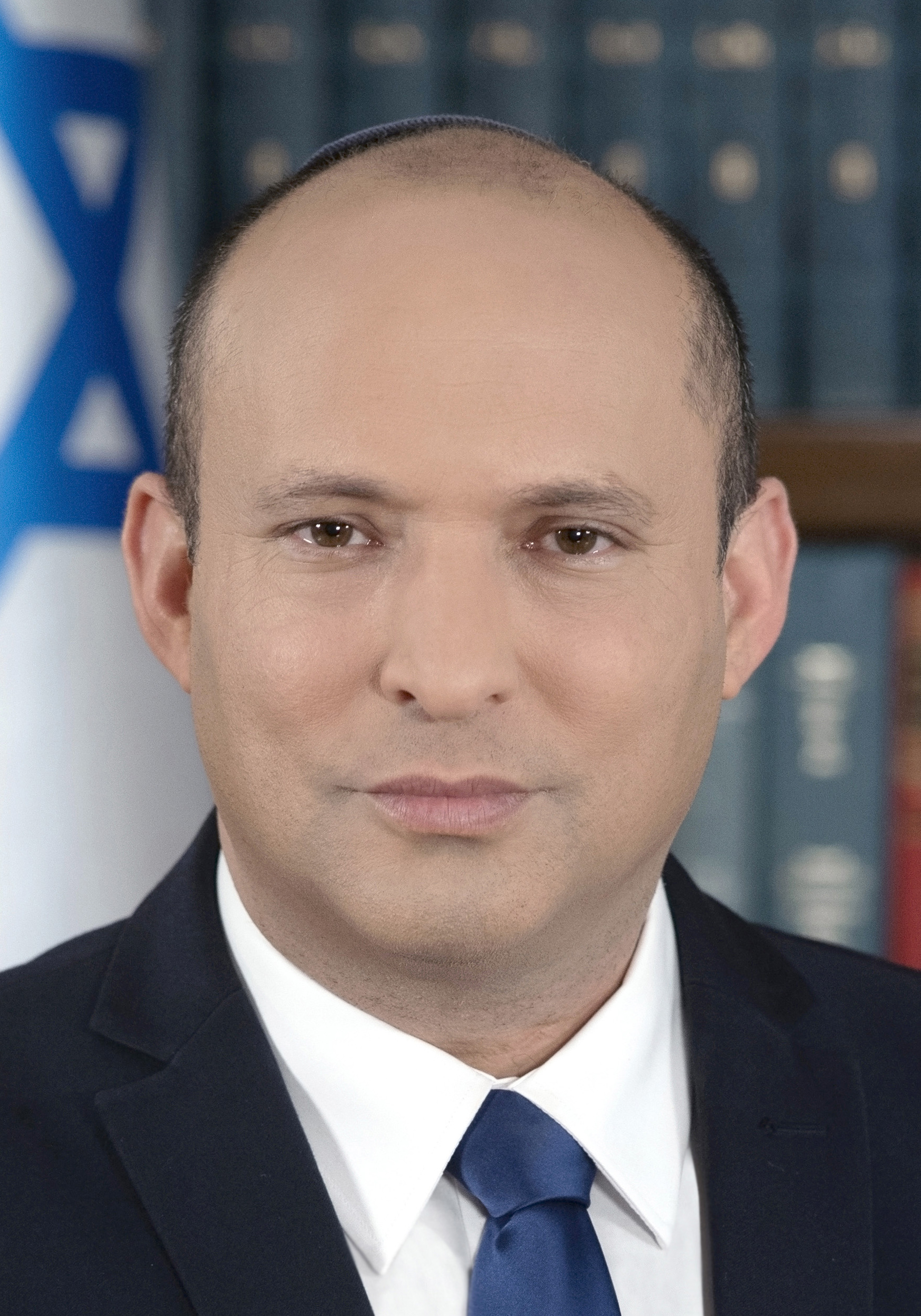
Naftalí Bennett (2021-2022) N. 25 de marzo de 1972 52 años
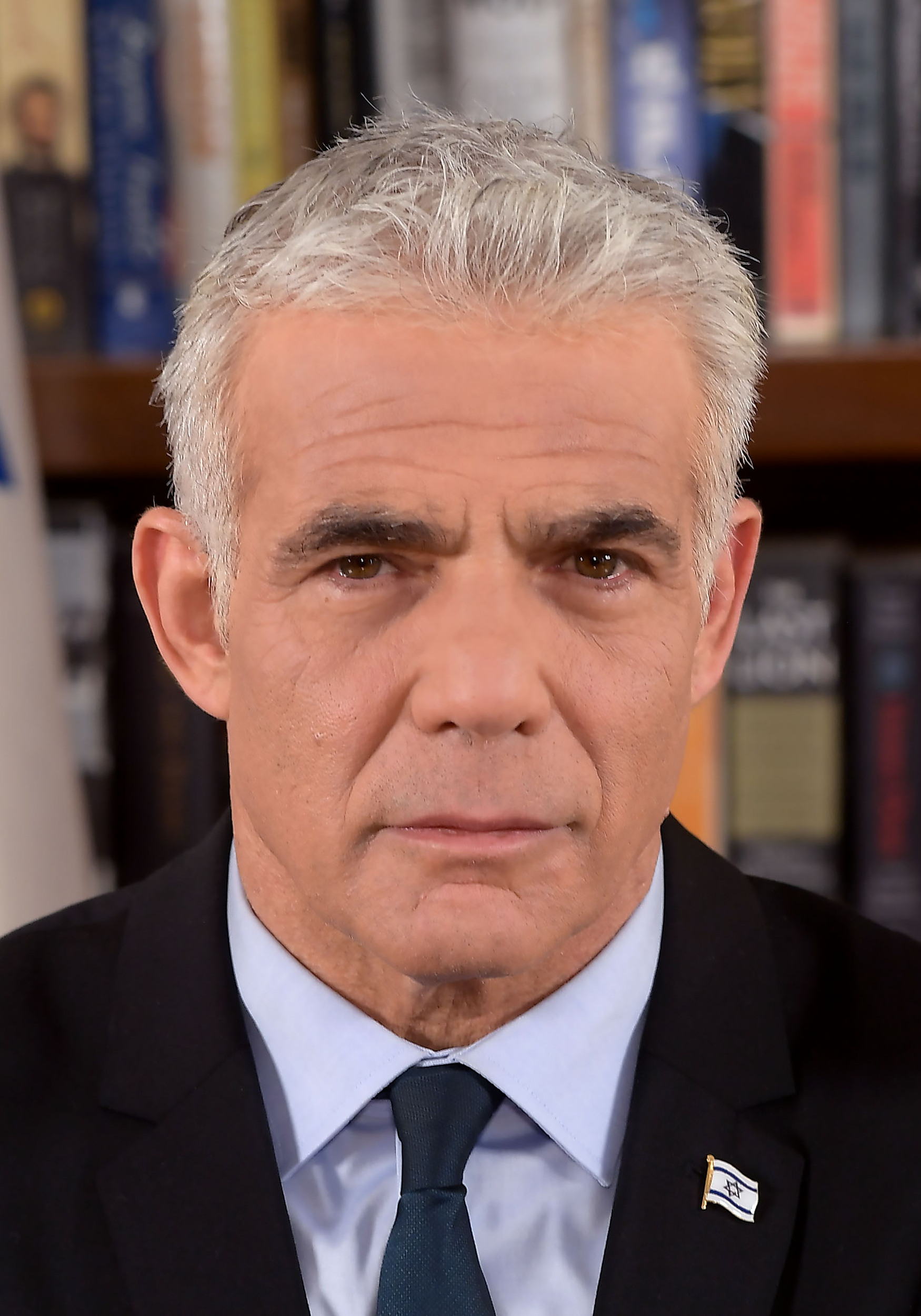
Yair Lapid (2022) N. 5 de noviembre de 1963 61 años

## Lista de mandatarios por permanencia en el cargo
1. Benjamin Netanyahu: 15 años y 91 días (en dos períodos no consecutivos de 3 años y 18 días y 12 años y 73 días, más un tercero en curso)
2. David Ben-Gurion:  13 años y 112 días (en dos períodos no consecutivos de 5 años y 258 días y 7 años y 229 días)
3. Yitzhak Shamir: 6 años y 242 días  (en dos períodos no consecutivos de 339 días y 5 años y 268 días)
4. Yitzhak Rabin: 6 años y 132 días (en dos períodos no consecutivos de 3 años y 18 días y 3 años y 114 días)
5. Menachem Begin: 6 años y 113 días (en dos períodos consecutivos)
6. Levi Eshkol: 5 años y 247 días
7. Ariel Sharon: 5 años y 39 días (incluyendo 100 días en el período por 'incapacidad temporaria')
8. Golda Meir: 5 años y 19 días
9. Shimon Peres: 3 años y 67 días (en tres períodos no consecutivos de 59 días, 2 años y 37 días y 227 días)
10. Ehud Olmert: 2 años y 351 días
11. Moshe Sharett: 1 año y 281 días
12. Ehud Barak: 1 año y 245 días
13. Naftali Bennett: 1 año y 18 días
14. Yair Lapid: 5 meses y 28 días
15. Yigal Allon: 19 días